# Дзвінка кримська
Дзвінка кримська, аденофора кримська (Adenophora taurica) — вид рослин з родини дзвоникових (Campanulaceae), ендемік Криму.

## Опис
Багаторічна рослина до 50 см заввишки. Стеблові листки розташовані густо й налягають один на одного. Суцвіття 5–10-квіткові. Квітки — світло-голубі або сині дзвоники, зібрані у гроно до 20 см завдовжки.
Цвіте у липні–серпні. Плодоносить у серпні–вересні.

## Поширення
Ендемік Криму, Україна.
В Україні вид зростає на гірських луках — у Криму, рідко; декоративна.

## Загрози й охорона
Загрозами є: стенотопність та слабка конкурентна здатність виду, скорочення площ екотопів лісів сосни Коха.
Занесений до Червоної книги Україні в статусі «Рідкісний». Охороняється в Кримському та Ялтинському гірсько-лісовому ПЗ.